# Подрезково (микрорайон)
Подре́зково — микрорайон (внутригородская территория) в черте города Химки в Московской области, непосредственно граничащий с микрорайоном Новоподрезково Молжаниновского района Москвы.
Микрорайон располагается недалеко от аэропорта Шереметьево, по его территории проходит шоссе Москва — Санкт-Петербург и Октябрьская железная дорога.

## История
История посёлка начинается с 1908 года, когда здесь была образована железнодорожная остановка «Подрезково», названная от усадьбы инженера-путейца Н. А. Подрезкова и дачного посёлка с таким же названием. Есть и другая теория названия посёлка.

Вот тогда — эту дату ещё никто не исследовал — сбор мыта был перенесен с места перевала в Мытищах, куда по рекам Москва и Яуза плыли торговые суда под контролем со стороны Боровицкого холма, на удаленное на двадцать пять километров от центра Москвы плохо контролируемое новое место — в нынешний город Сходню. Где был оборудован «официальный» выход из реки Сходни для перевала на текущую на восток реку Клязьму, и это был главный путь, а также — «неофициальный», подрезающий главный (это место показано на фото). Там возник поселок Подрезково. И это там, по моим представлениям, Москва собирала неучтенный мыт, который стал, как это видится, материальной основой в процессе её возвышения до столицы русской земли.
Кто дал ход этой идее? Опять же видится — князь Александр Невский, чей сын Даниил вдруг оказался при деньгах и стал прикупать к Москве Можайск, Коломну и другие земли.— Шкунденков, Владимир Николаевич «Одиночество и пепел (нелинейность времени)» Тула: Репроцентр, 2009. – 252 с.
В 1936 году посёлок начал стремительно застраиваться, и в итоге посёлок Подрезково существенно расширился в сторону Москвы.
После войны в посёлке находилась выведенная из Германии воинская часть, для размещения офицеров и солдат которой было построено десять домов и семь бараков-казарм (в данный момент снесены и построен микрорайон «Синявинская» Молжаниновского района). В то же время велось строительство каменных домов, был проложен водопровод, сооружена котельная.
В 1951 году была открыта платформа Новоподрезково; так же стала именоваться и новая часть посёлка, построенная в послевоенные годы.
В 1953 году начала работать Новоподрезковская средняя школа, а в 1967 году она переместилась во вновь построенное трёхэтажное здание.
В 1963 году Новоподрезково получил статус посёлка городского типа; при этом в его состав был включён посёлок Подрезково. Кроме того, в подчинение Новоподрезковского поселкового совета перешёл посёлок Спартак и форелевое хозяйство «Сходня». Рядом с платформой Подрезково расположен дачный посёлок «Октябрьский» и лыжная база «Динамо».
В 1984 году восемь улиц п. г. т. Новоподрезково (около 200 частных домов и 570 человек), расположенных в восточной части посёлка, вошли в состав Москвы, ныне Молжаниновский район (микрорайон Новоподрезково), а остальная, бо́льшая его часть осталась в Химкинском районе.
20 июля 1988 года решением № 10 исполкома Новоподрезковского поселкового Совета народных депутатов Химкинского района Московской области утверждён герб Новоподрезкова (авторы — Константин и Юрий Моченовы). Герб представляет собой щит, разделённый по диагонали на две части. В правой части щита, в голубом поле, — фигура лыжника, что символизирует значимость окрестностей посёлка как любимого места зимнего отдыха жителей Москвы и Подмосковья; при этом голубой цвет указывает на принадлежность лыжно-спортивной базы посёлка обществу «Динамо». В левой части — стилизованное изображение Экспериментального завода древесностружечных плит и деталей; на принадлежность завода к лесоперерабатывающей промышленности указывает зелёный цвет поля. Деление щита по диагонали произведено изображением железной дороги: указание на то, что в посёлке есть платформа Октябрьской магистрали. В вольной части щита — башня Московского Кремля.
Остальные структурные единицы микрорайона собственных гербов не имеют.
В 2004 году происходило объединение населённых пунктов Химкинского района. Так, 19 июля посёлок Новогорск, деревня Кирилловка, посёлок подсобного хозяйства «Сходня», деревня Филино были присоединены к рабочему посёлку Новоподрезково.
9 августа 2004 года рабочий посёлок Новоподрезково был присоединён к городу Сходне. С 2005 года в рамках внутреннего деления города Химки эта территория стала Подрезково.
В рамках администрации городского округа Химки образовано территориальное управление микрорайона Подрезково.

## Образование, культура
Педагогам Подрезковской средней школы неоднократно вручались грамоты Министерства образования, органов местного самоуправления, значки «Почётный работник общего образования Российской Федерации» и «Отличник народного просвещения». 90 % учителей школы обладают высшей и первой квалификационной категорией, один учитель имеет звание «Заслуженный учитель Российской Федерации», два — учёную степень.
Ежегодно три — 5 выпускников школы становятся обладателями золотых и серебряных медалей. В школе открыт Музей боевой славы, где собрано множество ценных материалов об участниках Великой Отечественной войны. Музей имеет дипломы Совета ветеранов Великой Отечественной войны, Центрального музея Вооружённых сил, Государственного исторического музея и других учреждений. В школе работает ансамбль эстрадно-спортивного танца «Зодиак», имеющий статус образцового.
В 2013 году в микрорайоне открылся центр культуры и спорта «Агацукан», в котором занимаются дети и взрослые. Некоторые занимающиеся по спортивным направлениям уже стали чемпионами на уровне Москвы и области. Помимо спортивных направлений (единоборства, танцы, йога и так далее), в центре проводятся занятия по иностранным языкам и живописи.
В Доме детского творчества «Родник» действуют кружки художественной росписи, бисероплетения, лепки, рукоделия, резьбы по дереву, изостудия. Кроме того, работают секции спортивного туризма и шахмат, хор, театральный и хореографический коллективы.

## Промышленность
На территории Подрезкова расположены Московский экспериментальный завод древесностружечных плит и деталей и Экспериментальный керамический завод, история которого началась с построенного в 1950-е годы кирпичного завода. В 1969 году на заводе начала работать первая поточно-конвейерная линия по изготовлению фасадной плитки. Впервые в Советском Союзе на заводе была создана технология и начато производство шелкографированной плитки для полов.
В 1953 году на базе Подрезковского комбината подсобных предприятий был создан Московский экспериментальный завод древесностружечных плит и деталей, который производил оконные переплёты, плинтусы, рамы и другие изделия для строительства. В 1963 году завод был реорганизован в Московский экспериментальный завод древесностружечных плит и деталей, а с 1971 года он стал головным предприятием Всесоюзного научно-производственного объединения промышленности древесных плит и являлся одним из лидирующих предприятий отрасли.
2008 году завод ДСП прекратил свою деятельность в микрорайоне Подрезково. Сейчас на его бывшей территории автомастерские, автомойка и складские помещения.

## Территориальное деление
В состав микрорайона Подрезково входят кварталы::
- квартал «Форелевое хозяйство» (бывшая территория подсобного хозяйства «Сходня»)[6]
- квартал «Филино»[6]
- квартал «Первомайский» (бывший посёлок Спартак, территория Первомайский)[6]
- квартал «Кирилловка»[6]
- квартал «Черкизово»[7]

Улицы
Герцена · Глинки · Гоголя · Дачная · Жаринова · Железнодорожная · Зелёная · Интернациональная · Колхозная · Комсомольская · Лермонтова · Лесная 1-я · Лесная 2-я · Лесная 3-я · Лыжная · Мира · Московская · Напрудная · Некрасова · Новозаводская · Овражная · Первомайская · Песчаная · Пионерская · Полевая · Пролетарская · Пушкина · Речная · Садовая · Северная · Советская · Спортивная · Суворова · Сходненская · Центральная · Шевченко · Школьная
Тупики
Железнодорожный · Комсомольский · Октябрьский

## Транспорт

### Сообщение с Москвой
Ближайшая к микрорайону станция Московского метрополитена — «Планерная», чуть дальше находится станция метро «Речной вокзал», поэтому наземным транспортом целесообразно добираться именно от этих остановок. Конечный пункт маршрутов — остановки «Новоподрезково» или «Черкизово» (см. некоторые варианты поездок от станций метро «Планерная» и «Речной вокзал»).
Из Подрезково можно добраться до станций метро «Планерная» и «Ховрино» (маршрутами № 484 до «Планерной», а № 465 — до «Ховрино»).
Из Москвы можно также добраться областными автобусами: от станции метро «Водный Стадион» — № 350 Солнечногорского ПАТП и № 400 Зеленоградского автокомбината г. Москвы (Черкизово, Кирилловка), № 370, № 482 а/к 1786 г. Химки (Верескино, Новоподрезково); от станции метро «Водный Стадион» — автобусом № 440 Солнечногорского ПАТП (Черкизово).
От Москвы пригородным железнодорожным транспортом можно добраться с Ленинградского вокзала (станция метро «Комсомольская»); остановочных пунктов Рижская (станция метро «Рижская», 1 зона); Останкино (станция метро «Бутырская (станция метро)», 2 зона); Петровско-Разумовское (станция метро «Петровско-Разумовская», 2 зона); Лихоборы (2 зона); Моссельмаш (2 зона); станции Ховрино (станция метро «Речной вокзал», 2 зона). Конечные остановки следования — Молжаниново, Новоподрезково (3 и 4 зона, хотя территориально находятся в Москве) или Подрезково (4 зона).

### Автобусное сообщение с другими ближайшими населёнными пунктами
Существует автобусное сообщение со следующими городами и посёлками: 
От остановки "Черкизово": в г. Зеленоград, Солнечногорск, Клин (город) и в поселок Менделеево.
От остановки "Подрезково": в г. Лобня

### Локальное автобусное сообщение
По территории микрорайона проходят следующие автобусы автоколонны 1786 города Химки (филиала ГУП МО «Мострансавто»): 30 (ст. Химки — Подрезково), 22 (ст. Химки — мкр. Сходня); а также маршруты (филиала ГУП МО «Мострансавто»): 13 (ст. Сходня — м/р Гучковка — Черкизово — Сходня), 15 (пл. Новоподрезково — м/р Гучковка). Схемы движения автобусов № 13 и № 15 показаны справа.

## Достопримечательности, фотографии

Памятник павшим воинам в годы Великой Отечественной войны
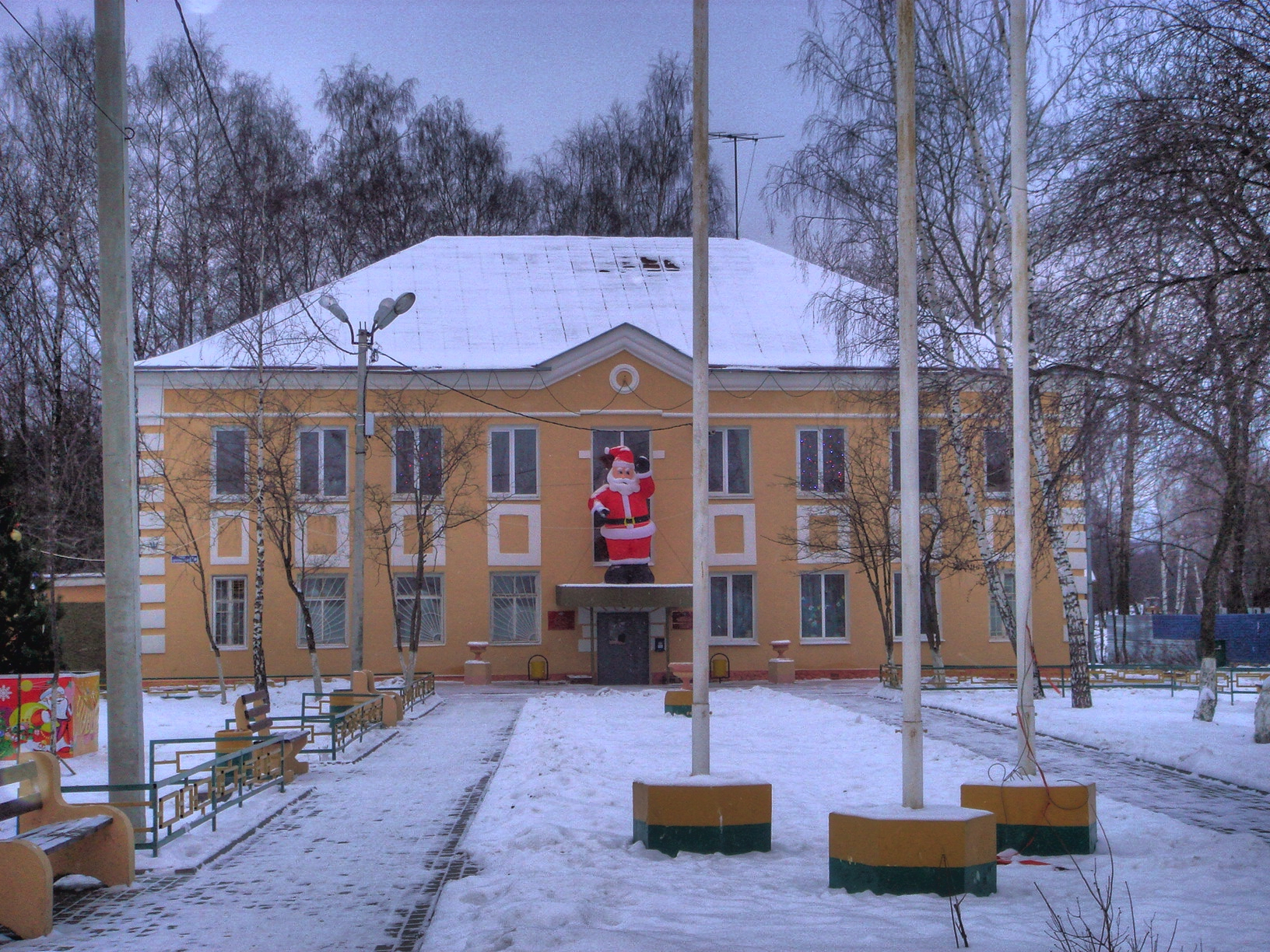
Здание администрации
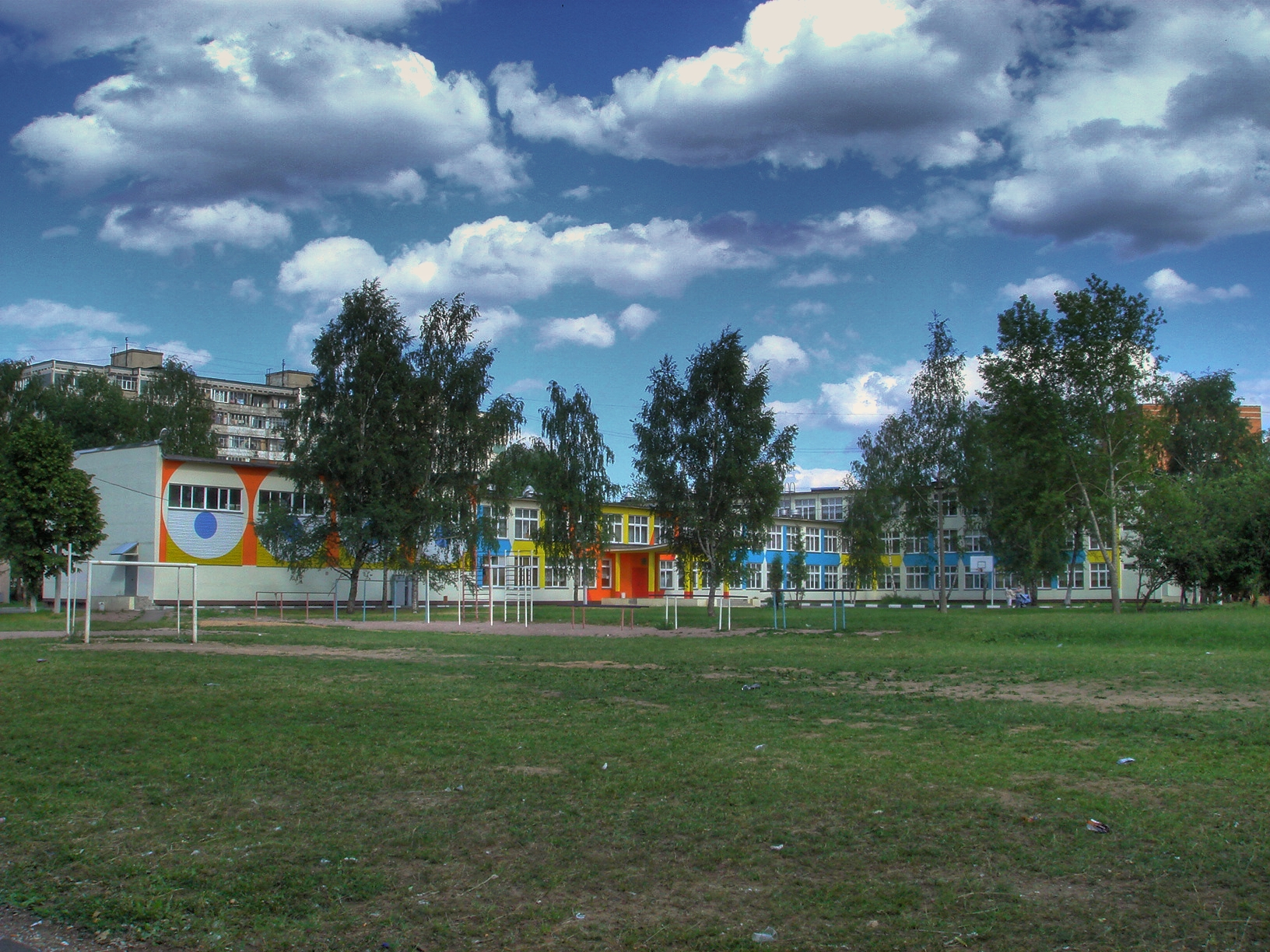
Новоподрезковская средняя школа